# جوقاآنی
جوغانی (گرجی: ჯუღაანი) یک روستا در شهرداری تلاوی در گرجستان است.

## مردم
| سرشماری | جمعیت |
| ------- | ----- |
| ۲۰۰۲    | ۲۴۱   |
| ۲۰۱۴    | ۱۷۸   |